# 藍澤祈
藍澤祈（英語: Inori Aizawa、中国語: 藍澤祈、あいざわ いのり）は、Internet Explorerの擬人化美少女キャラクター。シンガポールのアニメ関連団体Collateral Damage Studiosがデザインし、マイクロソフト・シンガポールによって公式キャラクターに抜擢された。

## 概要
キャラクターデザイナーはシンガポールのイラストレーター「ワハ」。2013年のアニメ・フェスティバル・アジアに合わせてYouTubeにあるInternet Explorerの公式チャンネルにて藍澤祈のアニメ作品が公開された。声優はバレリー・タン。

## 参照
1. ↑  
“IEを擬人化した公式美少女キャラ「藍澤 祈」誕生秘話”. GIGAZINE. (2013年12月3日) 2016年10月27日閲覧。
2. ↑  
“マイクロソフトがまた萌えた！　アニメ作品をひっさげIEキャラ「藍澤 祈」爆誕　変身シーン見ごたえありすぎぃ！”. ねとらぼ. (2013年11月7日) 2016年10月27日閲覧。